# Norbert Hamm
Norbert Hamm (* 5. Februar in Stade) ist ein deutscher Bassist und Musikproduzent. Bekannt wurde er vor allem für seine langjährigen Mitgliedschaften in den Bands von Edo Zanki und Herbert Grönemeyer.

## Werdegang
Seit etwa 1970 lebte Hamm in Heidelberg. Von 1970 bis 1980 spielte er Bass in US-Army-Clubs. Dabei spielte er Soul, Funk, Jazz sowie R’n’B. 1978 wurde er Bassist der Band von Edo Zanki, für diesen blieb er bis 1983 tätig. Er war bereits für Zanki als Songwriter tätig.
1982 wurde er Bassist für Herbert Grönemeyer, den er durch Zankis Produktionen für Grönemeyer kannte. Hamm spielte erstmals auf Total egal. Auch war er für und gemeinsam mit Grönemeyer als Produzent tätig, etwa bei dessen Alben Sprünge und Ö sowie den folgenden. Bei Sprünge übernahm er auch die Rhythmusprogrammierung. Zudem schrieb er etliche Songs für Grönemeyer, darunter Hits wie Alkohol. Hamm ist bis heute Mitglied der Band von Grönemeyer.
Hamm spielte auch für Wintergarden, Anne Haigis und Burkhard Brozat, für die letzteren beiden produzierte er auch. Ebenso produzierte er für The Busters.